# Changlinggang (sockenhuvudort i Kina, Hunan Sheng, lat 29,23, long 111,69)
Changlinggang är en sockenhuvudort i Kina. Den ligger i provinsen Hunan, i den södra delen av landet, omkring 170 kilometer nordväst om provinshuvudstaden Changsha. Antalet invånare är 9 193. Befolkningen består av 4 542 kvinnor och 4 651 män. Barn under 15 år utgör 11,0 %, vuxna 15-64 år 74 %, och äldre över 65 år 14,0 %.
Runt Changlinggang är det tätbefolkat, med 511 invånare per kvadratkilometer. Närmaste större samhälle är Guanxi, 15,3 km sydväst om Changlinggang. I omgivningarna runt Changlinggang växer i huvudsak blandskog.
Genomsnittlig årsnederbörd är 1 706 millimeter. Den regnigaste månaden är maj, med i genomsnitt 303 mm nederbörd, och den torraste är december, med 32 mm nederbörd.